# الرابطة الألمانية للمستشفيات
الرابطة الألمانية للمستشفيات (بالألمانية: Deutsche Krankenhausgesellschaft) تأسست عام 1949 في برلين وتعد الرابطة الألمانية للمستشفيات (DKG) بمثابة تجمع واندماج بين الرابطات المركزية والإقليمية للمؤسسات العلاجية وتقوم بتمثيل مصالح المستشفيات الألمانية على مستوى الرابطات الألمانية والأوروبية والدولية.

## الروابط الخارجية
- الصفحة الرسمية للرابطة